# Titanattus
Titanattus is een geslacht van spinnen uit de familie springspinnen (Salticidae).

## Soorten
De volgende soorten zijn bij het geslacht ingedeeld:
- Titanattus cretatus Chickering, 1946
- Titanattus notabilis (Mello-Leitão, 1943)
- Titanattus novarai Caporiacco, 1955
- Titanattus paganus Chickering, 1946
- Titanattus pallidus Mello-Leitão, 1943
- Titanattus pegaseus Simon, 1900
- Titanattus saevus Peckham & Peckham, 1885